# Liste der Einträge im National Register of Historic Places im Natchitoches Parish

Lage des Natchitoches Parish in Louisiana

Die Liste der Einträge im National Register of Historic Places im Natchitoches Parish in Louisiana führt alle Bauwerke und historischen Stätten im Natchitoches Parish auf, die in das National Register of Historic Places aufgenommen wurden.

## Legende
| NRHP | Historic Place                      |
| HD   | Historic District                   |
| NHL  | National Historic Landmark          |
| NHLD | National Historic Landmark District |
| NHP  | National Historic Park              |

## Aktuelle Einträge
| [ 2 ] | Name                                               | Bild                                               | Eintragsdatum                           | Lage | Ort                         | Beschreibung |
| ----- | -------------------------------------------------- | -------------------------------------------------- | --------------------------------------- | --- | --------------------------- | --- |
| 1     | Badin-Roque House                                  | Badin-Roque House                                  | 1980 ID-Nr. 80001739                    | LA 486 31° 36′ 6″ N, 92° 58′ 22″ W | südöstlich von Natchez      | 1824 errichtetes Wohnhaus |
| 2     | Cane River Creole National Historical Park         | Cane River Creole National Historical Park         | 1994 ID-Nr. 01000226                    | 4386 LA 494 31° 39′ 56″ N, 93° 0′ 10″ W                                                                                                | östlich von Natchez         | aus zwei Baumwollplantagen bestehender National Historical Park                                                                   |
| 3     | Carnahan Store                                     | Carnahan Store                                     | 1995 ID-Nr. 95001243                    | Main Street 31° 32′ 39″ N, 92° 54′ 58″ W                                                                                               | Cloutierville               | 1905 im Italianate-Stil errichtetes Geschäftshaus                                                                                 |
| 4     | Caspiana Plantation Store                          | Caspiana Plantation Store                          | 1992 ID-Nr. 92000583                    | 1300 Texas Street 31° 46′ 13″ N, 93° 5′ 47″ W                                                                                          | Natchitoches                | 1906 errichtetes Ladengeschäft |
| 5     | Cedar Bend Plantation                              |                                                    | 1988 ID-Nr. 88001049                    | LA 119 31° 40′ 55″ N, 93° 0′ 40″ W | Natchez                     | 1850 im French Colonial genannten Baustil errichtetes Plantagengebäude                                                            |
| 6     | Cherokee Plantation                                | Cherokee Plantation                                | 1973 ID-Nr. 73000869                    | Cane River Road 31° 41′ 20″ N, 93° 2′ 17″ W                                                                                            | südöstlich von Natchitoches | 1825 angelegte Plantage |
| 7     | Kate Chopin House                                  | Kate Chopin House                                  | 1993 ID-Nr. 93001601                    | Main Street 31° 32′ 26″ N, 92° 55′ 2″ W                                                                                                | Cloutierville               | 1875 errichtetes Wohnhaus der Schriftstellerin Kate Chopin; seit 2009 als NHL registriert                                         |
| 8     | Church of St. Anne                                 | Church of St. Anne                                 | 1994 ID-Nr. 94001271                    | LA 485 Ecke Bloss Moore Road 31° 47′ 8″ N, 93° 17′ 9″ W                                                                                | Allen                       | 1916 im neugotischen Stil errichtete Kirche                                                                                       |
| 9     | City Hotel                                         | City Hotel                                         | 1993 ID-Nr. 93000317                    | LA 120 Ecke Rains Avenue 31° 44′ 21″ N, 93° 23′ 43″ W                                                                                  | Marthaville                 | Früheres Hotel; heute Wohnhaus |
| 10    | Alexis Cloutier House                              | Alexis Cloutier House                              | 1974 ID-Nr. 74000927                    | Main Street 31° 32′ 27″ N, 92° 55′ 4″ W                                                                                                | Cloutierville               | 1824 errichtetes Wohnhaus; heute Museum                                                                                           |
| 11    | Fish Hatchery 2 Site                               |                                                    | 2005 ID-Nr. 05000808                    | Adresse nicht veröffentlicht | Natchitoches                | |
| 12    | Flora Commissary                                   |                                                    | 2011 ID-Nr. 10001194                    | LA 120 31° 36′ 48,6″ N, 93° 6′ 2,1″ W                                                                                                  | Flora                       | |
| 13    | Fredericks Site                                    |                                                    | 2000 ID-Nr. 00000307                    | Adresse nicht veröffentlicht | Clarence                    | |
| 14    | Jones House                                        | Jones House                                        | 1993 ID-Nr. 93000937                    | LA 484 am Cane River Lake 31° 35′ 0″ N, 92° 57′ 41″ W                                                                                  | Melrose                     | 1847 errichtetes Wohnhaus |
| 15    | Jerry Jones House                                  |                                                    | 2002 ID-Nr. 02000124                    | LA 484 31° 36′ 22″ N, 92° 59′ 8″ W | Melrose                     | 1835 errichtetes Wohnhaus |
| 16    | John Carroll Jones House                           |                                                    | 2000 ID-Nr. 00000329                    | 473 LA 484 31° 38′ 30″ N, 93° 0′ 38″ W                                                                                                 | Natchez                     | 1835 errichtetes Wohnhaus |
| 17    | Keegan House (Natchitoches)                        |                                                    | 1990 ID-Nr. 90000342                    | 225 Williams Avenue 31° 45′ 18″ N, 93° 5′ 3″ W                                                                                         | Natchitoches                | 1925 im Colonial Revival genannten Baustil errichtetes Wohnhaus; heute Hotel                                                      |
| 18    | Keegan House (Robeline)                            | Keegan House (Robeline)                            | 1995 ID-Nr. 95000853                    | 143 Chaplin Loop 31° 41′ 35″ N, 93° 18′ 13″ W                                                                                          | Robeline                    | 1855 errichtetes Wohnhaus und Hotel                                                                                               |
| 19    | Los Adaes                                          | Los Adaes                                          | 1978 ID-Nr. 78001427                    | abseits des LA 6 31° 42′ 30″ N, 93° 17′ 34″ W                                                                                          | nördlich von Robeline       | Stelle der früheren Hauptstadt von Tejas (spanische Provinz, aus der das spätere Texas hervorging); seit 1986 als NHL registriert |
| 20    | Magnolia Plantation                                | Magnolia Plantation                                | 1979 ID-Nr. 79001071                    | 5487 LA 119 31° 32′ 59″ N, 92° 56′ 26″ W                                                                                               | Derry                       | 1840 angelegte Plantage; seit 2008 als NHL registriert                                                                            |
| 21    | Maison De Marie Therese                            | Maison De Marie Therese                            | 1979 ID-Nr. 79001070                    | LA 494 31° 40′ 26″ N, 93° 1′ 6″ W | nördlich von Bermuda        | 1786 errichtetes Wohnhaus |
| 22    | Melrose Plantation                                 | Melrose Plantation                                 | 1972 ID-Nr. 72000556                    | LA 119 31° 36′ 0″ N, 92° 58′ 1″ W | Melrose                     | Um 1800 angelegte Plantage; heute Museum; seit 2006 als Yucca Plantation als NHL registriert                                      |
| 23    | Narcisse Prudhomme Plantation                      | Narcisse Prudhomme Plantation                      | 1976 ID-Nr. 76000966                    | Cane River Road 31° 40′ 11″ N, 93° 0′ 36″ W                                                                                            | südöstlich von Natchitoches | 1820 errichtetes Plantagengebäude; heute Museum                                                                                   |
| 24    | Natchitoches Historic District                     | Natchitoches Historic District                     | 1974 ID-Nr. 80001740 74000928, 80001740 | Abgegrenzt durch 2nd Street, 4th Street, Jefferson Street, Parie Street, Williams Avenue und College Avenue 31° 45′ 39″ N, 93° 4′ 3″ W | Natchitoches                | Aus 390 Gebäuden bestehender historischer Distrikt im Zentrum der Stadt; 2005 als NHL registriert                                 |
| 25    | Normal Hill Historic District                      |                                                    | 1980 ID-Nr. 80001741                    | Campus der Northwestern State University 31° 45′ 3″ N, 93° 5′ 33″ W                                                                    | Natchitoches                | Aus drei Gebäuden bestehendes Collegegelände                                                                                      |
| 26    | Northwestern State University Historic District    | Northwestern State University Historic District    | 2014 ID-Nr. 14000313                    | Campus der Northwestern State University 31° 45′ 0″ N, 93° 5′ 49,9″ W                                                                  | Natchitoches                | |
| 27    | Oaklawn Plantation                                 | Oaklawn Plantation                                 | 1979 ID-Nr. 79001072                    | LA 494 31° 40′ 11″ N, 93° 0′ 42″ W | östlich von Natchez         | 1830 von dem französischen Pflanzer Narcisse Prudhomme angelegte Plantage                                                         |
| 28    | President's Home, Northwestern State University    | President's Home, Northwestern State University    | 1984 ID-Nr. 84001332                    | College Avenue 31° 45′ 5″ N, 93° 5′ 36″ W                                                                                              | Natchitoches                | 1927 errichtetes Gebäude der Northwestern State University                                                                        |
| 29    | Jean Pierre Emmanuel Prud'homme Oakland Plantation | Jean Pierre Emmanuel Prud'homme Oakland Plantation | 1979 ID-Nr. 79001073                    | 4386 LA 494 31° 39′ 54″ N, 93° 0′ 12″ W                                                                                                | Natchez                     | 1818 angelegte Plantage; seit 2001 als NHL registriert                                                                            |
| 30    | Robeline Methodist Church                          | Robeline Methodist Church                          | 1988 ID-Nr. 88000113                    | Texas Street 31° 41′ 26″ N, 93° 18′ 16″ W                                                                                              | Robeline                    | 1883 errichtete Methodistenkirche                                                                                                 |
| 31    | St. Augustine Catholic Church and Cemetery         | St. Augustine Catholic Church and Cemetery         | 2014 ID-Nr. 14000679                    | 2262 LA 484 31° 35′ 39,4″ N, 92° 58′ 23,2″ W                                                                                           | südöstlich von Natchez      | |
| 32    | St. Matthew High School                            | St. Matthew High School                            | 2005 ID-Nr. 04001516                    | 2552 LA 119 31° 37′ 30″ N, 92° 59′ 18″ W                                                                                               | Melrose                     | 1952 errichtetes Schulgebäude |
| 33    | Texas and Pacific Railroad Depot                   | Texas and Pacific Railroad Depot                   | 1987 ID-Nr. 87000732                    | 6th Street 31° 45′ 40″ N, 93° 5′ 38″ W                                                                                                 | Natchitoches                | 1926 errichtetes Bahnhofsgebäude der Texas and Pacific Railway                                                                    |
| 34    | Women's Gymnasium, Northwestern State University   | Women's Gymnasium, Northwestern State University   | 1984 ID-Nr. 84001335                    | College Avenue 31° 45′ 8″ N, 93° 5′ 42″ W                                                                                              | Natchitoches                | 1923 im Stil des Tudor Revival errichtete Turnhalle der Northwestern State University                                             |